# 福州 (渤海国)
福州，渤海国的怀远府所领九州之一。
福州治所在今在黑龙江省鹤岗市、双鸭山市附近。926年，辽朝灭渤海，移居福州的渤海人至今内蒙古自治区科尔沁左翼后旗东北，设福州，属于上京道，或说与之无关。